# Cantore

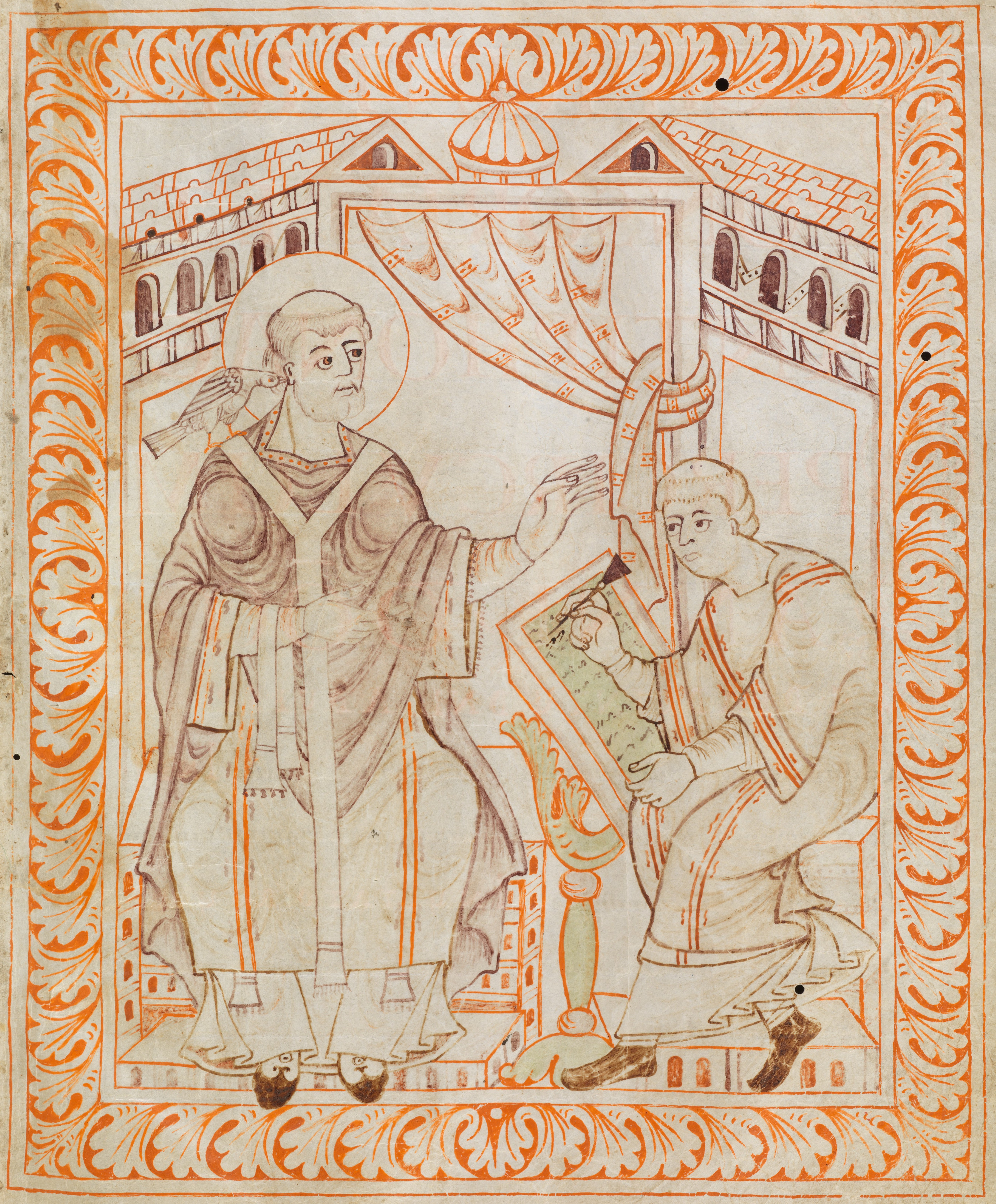
Papa Gregorio Magno e lo Spirito Santo che gli detta il Canto gregoriano.

Nell'antichità e nel Medioevo il cantor, detto anche psalmista, era il termine generico che designava un cantore di musica sacra o profana (in greco, psaltēs).
A differenza dei lettori, i cantori non erano normalmente annoverati tra gli ordini clericali minori, e dunque non conseguivano l'ordinazione di diacono o presbitero. Tuttavia, Isidoro di Siviglia (560 ca. - 636) assegnò al cantore un posto intermedio tra il portiere e il lettore.
Secondo un canone del IV Concilio di Cartagine del 419, un prete poteva assegnare l'incarico di cantore senza l'approvazione del vescovo, purché lo ammonisse che doveva credere in cuor suo alle parole che cantava («quod ore cantas, corde credas»), frase ripetuta nel successivo pontificale (Pontificale Romanum: De officio psalmistatus). Alcuni pontificali francesi prescrivono per il vescovo che benedice il nuovo cantore di mettere nelle sue mani un Antifonario, simbolo del suo ufficio.
Nei monasteri e nelle cattedrali l'ufficio di cantore acquisì un'importanza crescente, sino ad assumere responsabilità nella supervisione della liturgia e la formazione di giovani cantori.
I trattati del periodo medievale indicavano con il termine cantor il cantante che eseguiva la melodia, alla quale il discantor aggiungeva un contrappunto. Va comunque detto, che i teorici medievali tendevano a descrivere il cantore come una figura poco edotta circa la complessa conoscenza teorica, posseduta, invece, dal musicus. Uno degli esempi più celebri in proposito, si trova nelle Regulae Rhythmicae di Guido, che inizia il suo trattato assimilando il cantore alla bestia: «Musicorum et cantorum magna est distantia: Isti dicunt, illi sciunt, quae componit musica. Nam qui facit, quod non sapit, diffinitur bestia».
Nel secondo Quattrocento, Johannes Tinctoris definì semplicemente il cantore: «cantor est qui cantum voce modulatur».
Durante il Medioevo, il cantore principale di molte cattedrali inglesi divenne noto come precentor e in epoca contemporanea continua a svolgere una funzione fondamentale nelle formazioni corali anglicane.
Nella chiesa luterana il compito del cantore (Kantor) era tradizionalmente abbinato a mansioni educative con responsabilità musicali.
Nella chiesa cattolica romana, il Concilio Vaticano II ha ripristinato il ruolo tardo-antico del cantore come guida del canto congregazionale ma, attualmente, la maggior parte di coloro che assumono tale ruolo ha solo una modesta preparazione musicale.